# Ribollita

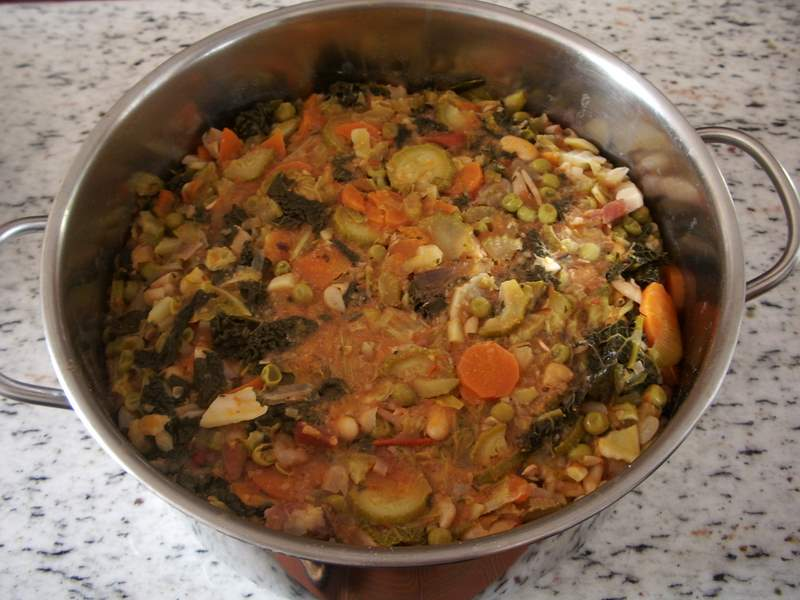
Ribollita

Ribollita is een klassieke Toscaanse broodsoep gemaakt met brood en groenten. 
Er zijn veel variaties, maar de belangrijkste ingrediënten zijn altijd oud brood, cannellinibonen, cavolo nero en andere koolsoorten en goedkope groenten zoals wortel, bonen, snijbiet, selderij, aardappelen en ui. Als basis wordt van de groenten een bouillon getrokken, zoals bij minestrone. Daags later wordt de soep opnieuw gekookt en het brood toegevoegd. 'Ribollita' is Italiaans voor 'opnieuw gekookt'.

## Herkomst
Vermoedelijk is deze soep ontstaan tijdens de middeleeuwen. Tijdens banketten en feesten van de edelen werden de gerechten niet op dienbladen maar op ronde platte broden geserveerd. Deze broden waren doorweekt met saus en bevatten misschien nog restjes met eten. De bedienden verzamelden aan het einde van het banket deze broden om er zelf een maaltijd van te maken. Ze deden de broden in een grote pan en voegden er alle groenten en kruiden toe die ze te pakken kregen. Zo ontstond een grote pan vol soep die meerdere dagen kon gegeten worden door deze telkens opnieuw op te warmen.